# Cmereška Gorca
Cmereška Gorca je naselje v Občini Podčetrtek.
Naselbinsko ime v srednjeveških virih ni izpričano, se pa pojavi na Jožefinskem zemljevidu iz 18. stoletja kot Zmerczka Goricza. Ime izhaja iz štajerskega narečnega poimenovanja za smreko, 'cmreka' ali 'cmereka', ki označuje vzpetino, na kateri so uspevale smreke.